# Bothrophthalmus lineatus
Espèce
Synonymes
- Elaphis lineatus Peters, 1863
- Bothrophthalmus melanozostus Jan, 1863
- Bothrophthalmus modestus Fischer, 1886

Bothrophthalmus lineatus est une espèce de serpents de la famille des Lamprophiidae. 

## Répartition
Cette espèce se rencontre :
- au Sierra Leone ;
- au Liberia ;
- en Côte d'Ivoire ;
- au Ghana ;
- au Togo ;
- au Bénin ;
- au Nigeria ;
- au Cameroun ;
- en Guinée équatoriale ;
- en République centrafricaine ;
- en République démocratique du Congo ;
- en République du Congo ;
- en Ouganda ;
- en Angola.

Sa présence est incertaine.

## Description
C'est un serpent ovipare.

## Étymologie
Le nom spécifique lineatus vient du latin lineatus, rayé, en référence à l'aspect de ce serpent.

## Publication originale
- Peters, 1863 : Über einige neue oder weniger bekannte Schlangenarten des zoologischen Museums zu Berlin. Monatsberichte der Königlich Preussischen Akademie der Wissenschaften zu Berlin, vol. 1863, p. 272-289 (texte intégral).